# Agnès Gruart i Massó
Agnès Gruart i Massó (Sils, 25 de maig de 1962) és una catedràtica de Fisiologia de la Universitat Pablo de Olavide de Sevilla. És la primera catedràtica a l'àrea de Ciències Experimentals d'aquesta institució.

## Trajectòria professional i labor investigadora

### Carrera acadèmica
La professora Gruart es va llicenciar en Psicologia per la Universitat Autònoma de Barcelona en 1988, on posteriorment va obtenir el grau de doctora i investigadora i va realitzar un màster en Neurociència també en aquesta mateixa institució. Va completar la seva formació en diversos centres d'Anglaterra, Estats Units i Alemanya. Entre la seva obra destaquen diversos articles científics relacionats amb els mecanismes neuronals que subjauen a l'aprenentatge associatiu clàssic i instrumental.
En allò referit a activitats de caràcter científic professional, cal esmentar que va començar sent professora ajudant (1988-1989) a la mateixa universitat en la qual es va llicenciar en Psicologia. Va ser Becària F.P.I i becària de projecte a la Universitat de Sevilla entre els anys 1990 i 1994, després passà a ser professora associada des de 1995 fins a 2002, primer a la Universitat de Huelva i posteriorment a la Universitat Pablo de Olavide de Sevilla, en la qual després va exercir el càrrec de professora titular d'universitat fins a 2010.

### Recerca
A data de 2017, dirigeix una línia de recerca sobre les bases cel·lulars i fisiològiques de l'aprenentatge i la memòria, basada en experiments realitzats amb diverses espècies animals (ratolins, rates i conills). La seva meta principal radica a trobar quins canvis fisiològics es produeixen a conseqüència de l'adquisició d'una nova resposta motora i cognitiva. Ha publicat més de 60 articles en revistes indexades de l'especialitat i ha realitzat notables aportacions al model del condicionament clàssic del reflex corneal, que utilitza per als seus estudis. Un dels seus treballs va ser seleccionat com un dels 10 troballes en ciència més rellevants de l'any 2006 en la classificació anual que realitza la revista Science. Aquesta troballa va consistir en una de les primeres demostracions de la relació entre el procés de potenciació a llarg termini (LTP) registrada en estudis in vitro amb els processos de memòria d'un ratolí, que al seu torn havien estat registrats en viu durant una tasca d'aprenentatge. També ha publicat diversos articles de divulgació, a més d'impartir cursos i seminaris en temes de la seva especialitat. En els seus treballs manté una sèrie de col·laboracions amb grups espanyols i estrangers, i participa en diversos projectes nacionals i internacionals.
En 2015 va ser triada presidenta de la Societat Espanyola de Neurociència, càrrec que va ocupar durant quatre anys, dos com a presidenta electa i altres dos com a presidenta de la SENC.
Així mateix, la doctora Gruart és membre de diverses societats científiques, amb les quals col·labora activament. Va contribuir a la creació de l'Associació de Dones Científiques i Tecnòlogues (AMIT), forma part de la junta directiva (a data de 2017). A més a més, ha estat representant espanyola del Ministeri d'Educació i Ciència en el European Medical Research Councils (EMRC) i en la European Science Foundation, així també ha estat membre del comitè executiu d'aquesta institució.
Va participar també com a ponent en la sisena edició del cicle d'Iniciativa Sevilla Oberta: “L'educació en valors. Com aconseguir que l'ètica sigui la pedra angular del funcionament diari de la nostra societat a tots els nivells?” el dilluns 22 de febrer de 2016 en el Saló d'Actes de la Fundació Cruzcampo. Agnès Gruart és integrant de l'Associació Iniciativa Sevilla Oberta des que es va fundar, l'any 2006.

## Activisme en pro del rol de les dones en la ciència
Agnès ha dut a terme una labor de reivindicació de la importància de la dona en la ciència. Concretament, ha realitzat estudis que demostren que la taxa de dones que completen la seva formació universitària és major que la d'homes, però el nombre d'homes amb doctorat supera al de dones. D'altra banda, en la "Noche Europea de l@s Investigador@s", un projecte organitzat per diferents universitats i associacions andaluses i finançat pel Programa Marc de Recerca i Innovació H2020 (2014-2020) de la Comissió Europea de les accions Marie Sklodowska-Curie, Agnès va organitzar diverses activitats per il·lustrar la falta de participació i ocasional invisibilització de les dones en el desenvolupament científic.

## Publicacions

### Llibres
- Los relojes que gobiernan la vida, S.L. Fons de Cultura Econòmica d'Espanya, ISBN 9789681666767[8]

### Publicacions selectes en projectes d'I+D
- Fisiología del sistema motor ocular de los vertebrados. Efectos de tóxicos de diverso origen en el sistema nervioso central y periférico. Regulación nerviosa de la respiración en mamíferos superiores. Fisiopatología de la respuesta neuronal a la lesión del sistema nervioso central y periférico. Plasticidad neuronal. Implantes neuronales, en 1991

- Modelo experimental para el estudio del efecto crónico de neurotóxicos en el sistema nervioso central y periférico de los mamíferos, de 1991 fins a 1993

- Fisiología del sistema motor ocular de los vertebrados. Efecto de tóxicos de diverso origen en el sistema nervioso central y periférico. Fisiopatología de la respuesta neuronal a la lesión del sistema nervioso central y periférico. Plasticidad neuronal, implantes neuronales. Estudio de los aspectos fásicos en sueño REM. Diseño de método de registro múltiple de poblaciones neuronales mediante uso de fibra óptica, en 1992

- A kinematic study of unconditioned and conditioned motor responses, de 1996 a 1997.[3]